# Iropoca rotundata
Iropoca rotundata este o specie de molie din familia Lymantriinae. Acesta este găsit în Australia, inclusiv  Victoria, New South Wales și Queensland. 
Anvergura aripilor este de aproximativ 30 mm pentru masculi, în timp ce femelele sunt nearipate. Masculii au un model de marcaje de lumină și maro închis pe aripile din față și maro simplu pe cele din spate.
Larvele se hrănesc pe frunzele diferitelor specii de eucalipt.

## Legături externe
- en Baza de date a genului Lepidoptera la Muzeul de istorie naturală